# Passage des Lingères
Le passage des Lingères est une voie du 1er arrondissement de Paris, en France.

## Situation et accès
Le passage des Lingères est situé dans le 1er arrondissement de Paris. Il débute sur la place Marguerite-de-Navarre et rue des Halles et se termine au 21, rue Berger.

## Origine du nom

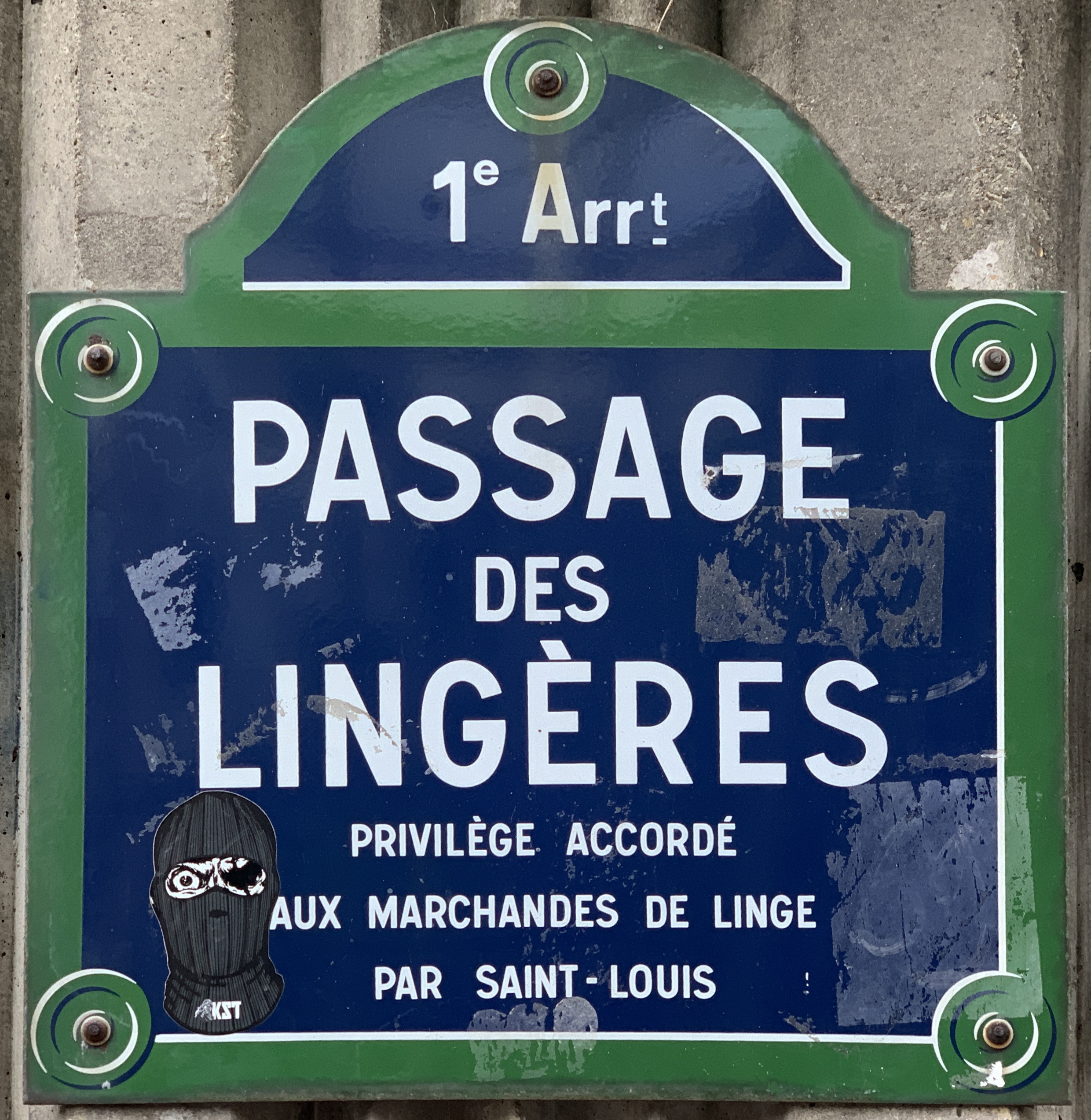
Plaque du passage.

Le nom du passage, situé à proximité de l'ancienne porte des Lingères, perpétue le souvenir du privilège accordé par Louis IX aux lingères et marchandes de linge.

## Historique
Cette voie, créée dans le secteur des Halles et qui avait été provisoirement dénommée « voie E/1 », prend son nom actuel le 2 avril 1985.

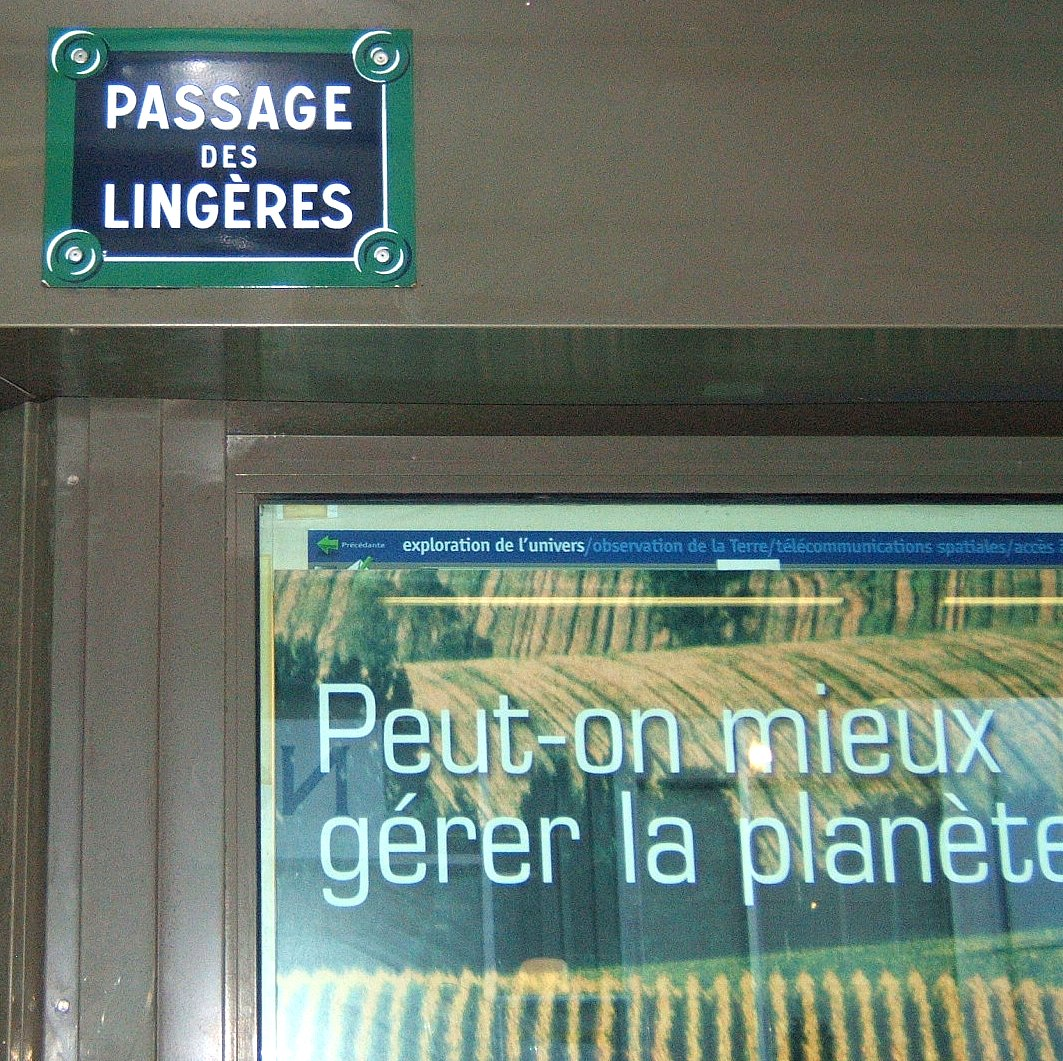
Plaque de rue du passage des Lingères.

## Pour approfondir